# Łosośna (dopływ Niemna)
Łosośna (biał. Ласосна) – rzeka II rzędu w Polsce i na Białorusi o długości 46 km (w tym 24 km w granicach Polski), lewy dopływ Niemna. Ma spadek około 75 metrów.
Kierunek ma płn., długość 35 dawnych wiorst, brzegi wysokie; mało spławna.  Meandruje przez podmokłe łąki i tereny zadrzewione. Charakteryzują ją bystrza, szerokie płycizny, dołki na ostrych zakrętach, zwaliska. Na brzegach jej w 1837 r. znaleziono kości mamuta. Dopływy z prawej strony: Przerwa, Podlipka, Kamionka; z lewej: Krutyszka, Tatarka.
Rzeka początek swój bierze w pobliżu wsi Malawicze Dolne (kilka kilometrów od źródeł Sokołdy, na granicy zlewni - dorzecza Niemna i Wisły). Rzeka ma bardzo silny prąd i twarde piaszczysto-kamienne i żwirowe dno. Bieg jest bardzo kręty, silnie meandrujący poniżej ujścia rzeki Przerwa, liczne tamy bobrowe. Jej szerokość przy ujściu wynosi 20 metrów, a na polskim odcinku około 3 m przy głębokości od 0,2–1,5 m. Granicę polsko-białoruską przecina koło wsi Bruzgi. Na rzece w 2004 r. zbudowano Zbiornik Kuźnica Białostocka (przy maksymalnym poziomie spiętrzenia obejmuje 53 tys. m³ i głębokość maksymalną 1,9 m).
Główne dopływy: Tatarka z Popilją (lewy), Przerwa (prawy), Kamionka (prawy).
W Dolinie Łosośny, w Puciłkach odbywają się doroczne Międzynarodowe Plenery Malarskie „Dolina Łosośny”.
Antologia Doliny Łosośny z 2019 r. z podtytułem Jak pieśń żurawia nad wiekowymi wiązami - jest pierwszą  publikacją wydawniczą  - z utworami, powiązanymi tematyką tytułowej doliny u jej źródeł.

## Charakterystyka łowiska
Rzeka Łosośna wraz z dopływem rzeką Przerwą na całej długości stanowi krainę pstrąga (pstrąga Sokólszczyzny),  natomiast Zbiornik Kuźnica Białostocka posiada cechy jeziora typu linowo – szczupakowego. Do ważniejszych gatunków należą: pstrąg potokowy, szczupak, okoń, jelec, karaś srebrzysty, karp, leszcz, miętus, płoć oraz lin.

## Literatura
- Блакітная кніга Беларусі. – Мн.:БелЭн, 1994.
- Agata Lewandowski, Łosośna – dolina nieznana…, „Znad Wilii”, nr 3(79) z 2019 r., s. 58-64  .
- Antologia Doliny Łosośny http://193.0.118.54/search/query?term_1=Antologia+Doliny+%C5%81oso%C5%9Bny&theme=nukat.
- Leonard Drożdżewicz,  Z Doliny Łosośny, „Znad Wilii”, nr 4 (52) z 2012 r., s. 156, , [dostęp 2020-12-17] (pol.).
- Jan Łaski, DOLINA ŁOSOŚNY, „Znad Wilii”, nr 4 (76) z 2018 r., s. 150, ISSN 1392-9712,  http://www.znadwiliiwilno.lt/wp-content/uploads/2019/02/Znad-Wilii-4-76-1.pdf.